# جینا برامهیل
جینا برامهیل (انگلیسی: Gina Bramhill؛ زادهٔ ۳۰ ژوئیهٔ ۱۹۸۷) بازیگر اهل بریتانیا است. وی از سال ۲۰۰۹ میلادی تاکنون مشغول فعالیت بوده‌است.
از فیلم‌ها یا برنامه‌های تلویزیونی که وی در آن نقش داشته‌است، می‌توان به آینه سیاه، شرلوک، پدر براون، آقای سلفریج، خیابان کورونیشن، چراغ‌های قرمز، انسان بودن، یک بیمار برجسته، ما و پیت در برابر زندگی اشاره کرد.